# Can We Be Strangers?
Can We Be Strangers? (en hangul, 남이 될 수 있을까; RR: Nam-i Doel Su Iss-eulkka) es una serie de televisión surcoreana dirigida por Kim Yang-hee y protagonizada por Kang So-ra y Jang Seung-jo. Se emite por el canal ENA desde el 18 de enero hasta el 23 de febrero de 2023, los miércoles y jueves a las 21:00 (hora local coreana), al tiempo que está disponible también en la plataforma audiovisual de Genie TV, compañía que la ha producido.

## Sinopsis
La serie trata sobre el amor y el crecimiento de dos abogados de familia que dicen que el divorcio es fácil y la separación es difícil. En efecto, los dos protagonistas, Ha-ra y Eun-beom, viven como completos extraños después de su propio divorcio, pero se reencuentran en el mismo bufete de abogados como colegas.

## Reparto

### Principal
- Kang So-ra  como Oh Ha-ra, una abogada estrella llamada «la diosa de los litigios».[4][5]
- Jang Seung-jo  como Goo Eun-beom: el exmarido de Ha-ra y un abogado de talento.[6]

### Secundario
- Jo Eun-ji  como Kang Bi-chwi: una abogada del bufete Duhwang. Es un personaje que siente repulsión por la cultura patriarcal conservadora y cerrada debido a su larga vida fuera del país, en California.[7]
- Lee Jae-won como Kwon Si-wook, proveniente del mundo rural, conservador hasta la médula, por lo que es incompatible con Kang Bi-chwi.[8]
- Jeon Bae-soo como Seo Han-gil, que dirige el bufete Duhwang.[9]
- Gil Hae-yeon como Hong Yeo-rae, codirectora del bufete Duhwang.[9][10]
- Moon Jin-sung como Min Jae-gyeom.
- Min Chae-min como Ji Ye-seul, una empleada del bufete de abogados Duhwang.[11]
- Shin Joo-hyeop como Sung Chan-young, empleado de contabilidad del bufete.[12]
- Park Yong-woo como Han Do-woon, un cliente que se prepara para solicitar el divorcio.[13]
- Park Jeong-won como Ki Seo-hee, el primer amor de Eun-beom.[14]
- Kim Ro-sa como Jeon Min-kyung.[15]
- Hwang Ji-ah como Laura.[16]

### Apariciones especiales
- Jeong Yu-mi com Na Soo-yeon.[17]
- Kim Ha-kyung[18] como Mi-hyang (ep. 11).

## Producción
La serie está dirigida por Kim Yang-hee, quien fue codirector de Nuestro horizonte azul. Kang So-ra y Jang Seung-jo vuelven a encontrarse tres años después de haber participado en la película Secret Zoo. El 1 de diciembre de 2022 se lanzó el primer tráiler y una cartel de la serie. El día 9 se publicaron fotografías de la primera lectura del guion. El 23 de diciembre se anunció el día del estreno y se publicó el cartel principal con los dos protagonistas.

## Audiencia
| Temporada | Temporada | Episodio número | Episodio número | Episodio número | Episodio número | Episodio número | Episodio número | Episodio número | Episodio número | Episodio número | Episodio número | Episodio número | Episodio número | Promedio |
| Temporada | Temporada | 1               | 2               | 3               | 4               | 5               | 6               | 7               | 8               | 9               | 10              | 11              | 12              | Promedio |
| --------- | --------- | --------------- | --------------- | --------------- | --------------- | --------------- | --------------- | --------------- | --------------- | --------------- | --------------- | --------------- | --------------- | -------- |
|           | 1         | —               | —               | —               | —               | 269             | 293             | —               | 268             | 281             | 293             | 266             | 327             | N/A      |

| Episodio | Fecha de emisión      | Índice de audiencia (Nielsen Korea) | Índice de audiencia (Nielsen Korea) |
| Episodio | Fecha de emisión      | Nacional                            | Seúl                                |
| --- | --------------------- | ----------------------------------- | ----------------------------------- |
| 1 | 18 de enero de 2023   | 1,037 % (14.ª)                      | 1,299 % (6.ª)                       |
| 2 | 19 de enero de 2023   | 1,107 % (8.ª)                       | 1,311 % (5.ª)                       |
| 3 | 25 de enero de 2023   | 1,107 % (21.ª)                      | 1,331 % (9.ª)                       |
| 4 | 26 de enero de 2023   | 1,438 % (8.ª)                       | 1,762 % (3.ª)                       |
| 5 | 1 de febrero de 2023  | 1,212 % (7.ª)                       | 1,379 % (6.ª)                       |
| 6 | 2 de febrero de 2023  | 1,52 % (4.ª)                        | 2,045 % (4.ª)                       |
| 7 | 8 de febrero de 2023  | 1,395 % (7.ª)                       | 1,862 % (5.ª)                       |
| 8 | 9 de febrero de 2023  | 1,691 % (4.ª)                       | 2,176 % (3.ª)                       |
| 9 | 15 de febrero de 2023 | 1,317 % (6.ª)                       | 1,789 % (5.ª)                       |
| 10 | 16 de febrero de 2023 | 1,542 % (4.ª)                       | 2,013 % (4.ª)                       |
| 11 | 22 de febrero de 2023 | 1,296 % (7.ª)                       | 1,874 % (5.ª)                       |
| 12 | 23 de febrero de 2023 | 1,762 % (2.ª)                       | 2,198 % (2.ª)                       |
| Promedio | Promedio              | 1,368 %                             | 1,753 %                             |
| - En la tabla superior, aparecen en azul los índices más bajos, y en rojo los más altos. - Esta serie se transmite mediante televisión por cable/TV de pago, que por lo general tiene una audiencia más pequeña en comparación con la de cadenas públicas como (KBS, SBS, MBC y EBS). |                       |                                     |                                     |